# Jiří Barta
Jiří Barta (Praga, 26 novembre 1948) è un regista e sceneggiatore ceco.
I suoi film in stop-motion, molti dei quali animati mediante supporti lignei, hanno raccolto il plauso della critica e hanno vinto molti premi. 

## Biografia
Dopo la caduta del governo comunista in Cecoslovacchia Barta non riuscì a produrre nulla per quasi 15 anni (come era successo per l'animatore russo Jurij Borisovič Norštejn). Per tutti gli anni Novanta egli tentò di trovare fondi per un suo lungometraggio intitolato The Golem, ma tuttora l'unica cosa che è riuscito a girare è il trailer (visibile online). Nel 2006 produsse la sua prima opera totalmente in CGI, Domečku, vař! e il 15 marzo 2009 un nuovo film in stop-motion, Na půdě aneb Kdo má dneska narozeniny?, destinato principalmente ad un pubblico giovanile .

## Filmografia

### Lungometraggi
- Krysař (1986)
- Na půdě aneb Kdo má dneska narozeniny? (2009)[2][3]

### Cortometraggi
- Hádanky za bonbón (1978)
- Projekt (1981)
- Diskzokej (1981)
- Zaniklý svět rukavic (1982)
- Balada o zeleném dřevu (1983)
- Poslední lup (1987)
- Klub odlozenych (1989)
- Domečku, vař! (2007)